# Seigo Katō
Seigo Katō (japanisch 加藤正剛 Katō Seigo; * 14. April 1998 in Nozawa-onsen, Nagano) ist ein japanischer Skirennläufer. Er startet hauptsächlich in den technischen Disziplinen Riesenslalom und Slalom.

## Karriere
Katō gab sein internationales Renndebüt bei einem Juniorenrennen in Sölden am 10. Dezember 2014. Sein erstes Großereignis bestritt er noch in derselben Saison. Bei den Juniorenweltmeisterschaften in Hafjell belegte er den 40. Platz im Slalom. Im Riesenslalom schied er im zweiten Durchgang aus. Zwei Jahre später trat er erneut bei den Juniorenweltmeisterschaften an. Bei den Wettkämpfen in Åre konnte er sich deutlich im Vergleich zu seiner letzten Teilnahme steigern. Zwar schied er im Riesenslalom erneut aus, konnte er sich aber im Slalom auf dem 17. Rang klassieren. 
In der Saison 2017/18 gab Katō sein Debüt im Far East Cup, wobei er sich auf Anhieb in den Top 10 platzieren konnte. Bei den Juniorenweltmeisterschaften in Davos klassierte er sich erneut beachtlich, im Riesenslalom erreichte er Platz 16.  Am 18. November 2018 gab Katō sein Weltcupdebüt, beim Slalom im finnischen Levi schied er jedoch bereits im ersten Durchgang aus. Im Verlauf des Winters feierte er zudem seinen ersten Podestplatz sowie seinen ersten Sieg im Far East Cup. Die Juniorenweltmeisterschaften 2019 verliefen jedoch eher enttäuschend. Zwar konnte er sich bis auf den Super-G in allen Disziplinen klassieren, jedoch kam er nicht über Rang 23 im Slalom hinaus.
Seine ersten Weltmeisterschaften bestritt Katō 2021 bei den Wettkämpfen im italienischen Cortina d’Ampezzo. Im Riesenslalom gelang ihm mit dem 18. Platz eine kleine Überraschung. Mit der Mannschaft erreichte er Platz 14. Den Schub dieser Leistungen konnte er auch im Far East Cup abrufen, so gewann er in der Saison 2020/21 erstmals die Disziplinenwertung im Riesenslalom. In der Saison 2022/23 wurde kein Far East Cup ausgetragen, so dass Katō hauptsächlich im Weltcup startete, wobei ihm hier sein erster Punktgewinn gelang. Beim Parallelrennen von Lech/Zürs erreichte er Platz 27. Weitere Platzierungen in den Punkterängen blieben jedoch aus.
Die Saison 2022/23 des Far East Cup wurde Katōs bisher größter Erfolg. Er sicherte sich überlegen die Gesamtwertung und die Riesenslalomwertung, lediglich in der Slalomwertung musste er sich dem Südkoreaner Jung Dong-hyun geschlagen geben. Am 14. Januar 2024 gelang es Katō erstmals im Slalom Weltcuppunkte zu Gewinnen. Er belegte Rang 29 beim Slalom des Lauberhornrennen.

## Erfolge

### Weltmeisterschaften
- Cortina d’Ampezzo 2021: 14. Mannschaft, 18. Riesenslalom, DNF Slalom, DNQ Parallelrennen
- Courchevel/Méribel 2023: 26. Riesenslalom, DNF Slalom

### Weltcup
- 3 Platzierungen unter den besten 30

### Weltcupplatzierungen
| Saison  | Gesamt | Gesamt | Riesenslalom | Riesenslalom | Slalom | Slalom |
| Saison  | Platz  | Punkte | Platz        | Punkte       | Platz  | Punkte |
| ------- | ------ | ------ | ------------ | ------------ | ------ | ------ |
| 2023/24 | 120.   | 13     | 44.          | 1            | 54.    | 2      |

### Juniorenweltmeisterschaften
- Hafjell 2015: 40. Slalom, DNF Riesenslalom
- Åre 2017: 17. Slalom, DNF Riesenslalom
- Davos 2018: 16. Riesenslalom, DNF Slalom
- Val di Fassa 2019: 23. Slalom, 24. Kombination, 51. Super-G, DNF Riesenslalom

### Far East Cup
- 17 Podestplätze, davon 6 Siege:

| Datum            | Ort                | Land     | Disziplin    |
| ---------------- | ------------------ | -------- | ------------ |
| 15. Februar 2019 | Bears Town Resort  | Südkorea | Riesenslalom |
| 20. März 2021    | Juschno-Sachalinsk | Russland | Riesenslalom |
| 25. Januar 2023  | Akan               | Japan    | Riesenslalom |
| 7. Februar 2023  | Yongpyong Resort   | Südkorea | Riesenslalom |
| 1. März 2023     | Sugadairakogen     | Japan    | Riesenslalom |
| 3. März 2023     | Sugadairakogen     | Japan    | Slalom       |

### Far East Cup Wertungen
| Saison  | Gesamt | Gesamt | Super-G | Super-G | Riesenslalom | Riesenslalom | Slalom | Slalom |
| Saison  | Platz  | Punkte | Platz   | Punkte  | Platz        | Punkte       | Platz  | Punkte |
| ------- | ------ | ------ | ------- | ------- | ------------ | ------------ | ------ | ------ |
| 2018/19 | 7.     | 513    | 5.      | 80      | 6.           | 298          | 21.    | 136    |
| 2019/20 | 4.     | 425    | –       | –       | 3.           | 340          | 15.    | 85     |
| 2020/21 | 2.     | 361    | –       | –       | 1.           | 320          | 20.    | 41     |
| 2022/23 | 1.     | 810    | –       | –       | 1.           | 445          | 2.     | 365    |

### Australian New Zealand Cup
- 2 Platzierungen unter den besten 10

### Europacup
- 1 Platzierung unter den besten 10

### Weitere Erfolge
- 10 Siege bei FIS-Rennen
- Japanischer Meister im Riesenslalom 2016 und 2023
- Japanischer Meister im Slalom 2023